# 太白酒
太白酒是陕西眉县出产的一系列白酒，源于1937年西安万寿酒店老板将金渠镇“公传合”、“太泉”两家酒坊的散装白酒装瓶出售，命名为“太白酒”，并于1942年注册“太白酒”商标。1956年2月当局为恢复太白酒生产，将当地仅存的太泉、溢成海、福长号、德盛茂、裕德海、义永丰六家私人酒坊和一家米厂合并，成立“眉县太泉酒厂”，后数度易名。1958年使用“太泉牌太白酒”商标，1966年改为“太白酒”；1979年中国实行全国统一商标注册管理后，又改为“太白”，曾与采用太白酒的四川万县酒厂产生商标纠纷，最终获胜，得以继续使用“太白酒”商标。太白酒以太白山命名，为以高粱为原料，大麦、豌豆制曲，土窖低温发酵，泥封窖池，悠火蒸馏等传统工艺酿成的兼香型白酒。